# Jo Swinson
Jo Swinson est une femme politique britannique née le 5 février 1980. Membre des Libéraux-démocrates, elle est élue députée à la Chambre des communes pour la circonscription écossaise d'East Dunbartonshire en 2005. Elle perd son siège en 2015, mais elle le retrouve en 2017. En 2019, elle succède à Vince Cable à la tête de son parti. Elle est battue aux élections de décembre 2019 et quitte la tête du parti.
Elle est d'abord élue aux élections générales de 2005, et siège jusqu'à sa défaite face à John Nicolson, du Parti national écossais, (SNP) en 2015. Swinson retrouve son siège aux élections générales de 2017 avec une majorité de 5 339 voix. De 2012 à 2015, elle est sous-secrétaire d'État parlementaire aux Relations de travail, à la Consommation et aux Postes. Swinson était autrefois ministre des égalités gouvernementales de second rang.
De 2007 à 2008, elle est porte-parole des Libéraux-Démocrates (ministre fictif de second rang) pour les Femmes et l'Égalité et le ministère des Communautés et du Gouvernement Local, et est leur porte-parole pour les Affaires Étrangères de 2008 à 2010, quand le parti fait partie du gouvernement de coalition avec les Conservateurs. Elle a auparavant été la porte-parole des Libéraux-Démocrates pour l'Écosse, et a présidé la campagne des Libéraux-Démocrates pour l'Équilibre entre les Sexes depuis 2004. À partir de 2005 jusqu'en juillet 2009, elle était la benjamine de la Chambre (la plus jeune membre de la Chambre des communes).

## Carrière

### Débuts
Swinson a fait des études à la London School of Economics, où elle a étudié le management, obtenant un Licence en sciences (Bachelor of Science)en 2000. Elle s'est inscrite comme membre actif des Libéraux-démocrates dès l'âge de dix-sept ans.
Après avoir obtenu un diplôme de haut niveau, elle a déménagé à Yorkshire et a travaillé pour Ace Visual & Sound Systems à Thorne, Yorkshire du Sud, à partir d'août 2000, puis en tant que gestionnaire de marketing et de relations publiques pour Viking FM, une station de radio commerciale basée à Kingston upon Hull, à partir de décembre 2000.
En 2001, à l'âge de 21 ans, elle s'est présentée comme candidate Libéral-démocrate de la circonscription de Kingston Est dans l'élection générale, et a bénéficié d'un basculement de voix de 6 % de John Prescott, vice-président du Parti travailliste. En 2003, elle a disputé sans succès le siège de Strathkelvin et Bearsden au Parlement écossais, finissant troisième et ayant reçu 14 % des voix lors de l'élection.

### Au Parlement

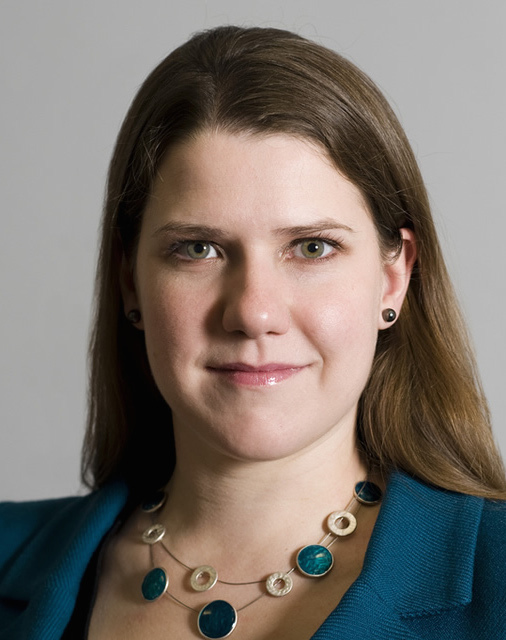
Portrait officiel de Jo Swinson en 2014.

Swinson est élue à la Chambre des Communes en tant que député de East Dunbartonshire aux élections générales de 2005. Elle a battu John Lyons des Travaillistes par 4,061 voix, et était le premier député né aux années 1980. Comme le plus jeune député lors de la première élection, elle a remplacé sa collègue Libérale-démocrate, Sarah Teather. Cette situation a duré jusqu'en 2009, lorsque la députée Conservatrice Chloe Smith a été élue à l'élection partielle de Norwich Nord en 2009.
Elle a été expressive dans son opposition à la Guerre en Irak et aux propositions du gouvernement Travailliste pour les cartes nationales d'identité. Elle soutient des mesures à la fois par les particuliers et l'état pour lutter contre le changement climatique, tels que les Économies d'énergie dans la maison et la politique Libérale-démocrate  d'actualité de l'introduction de taxes écologiques, tout en réduisant l'impôt sur le revenu pour compenser le fardeau. Elle soutient la réduction de l' âge de vote à 16 ans comme l'un des moyens de faire participer les jeunes à la vie politique. Elle croit que plus de femmes devraient être impliquées dans la politique, mais que de l'encouragement est mieux que la contrainte dans la réalisation de ce but. Elle s'oppose à la discrimination positive afin d'aborder le déséquilibre entre les sexes. Elle est connue pour avoir dirigé l'argument contre la discrimination positive pour sélectionner les candidats de son parti lors de la conférence de son parti en 2002, en portant un T-shirt rose inscrit avec le slogan, "je ne suis pas une femme alibi".
Swinson a également fait appel à l'introduction d'un "indice de bien-être" pour le comparer avec le PIB, et a déposé une motion d'ajournement "courte" sur la question en 2008, gagnant 50 signatures. Elle a obtenu le soutien de la part de députés tels que Vince Cable et Angela Eagle (la motion a été appuyée par les députés de tout l'éventail politique). Swinson a cité le fait que, bien que le niveau de vie ait augmenté, le niveau de bien-être des gens a été quasiment statique pendant un certain temps, selon des sondages.
Swinson a cru que les nouvelles prisons ne devaient pas être construites et a fait campagne à haute voix, mais sans succès, contre la reconstruction d'une prison à Bishopbriggs, à l'intérieur de la circonscription. Elle a annoncé que si la prison était construite, il ne devrait pas être construite à un coût moindre, et qu'elle ne devrait pas être nommée d'après la ville où elle serait située. Sa campagne pour nommer la prison d'après son nom d'origine a réussi finalement: la prison substitutive conservera son nom original, Lowmoss Prison.
Swinson a perdu son siège parlementaire dans l'élection générale de 2015, face à John Nicolson, candidat du Parti national écossais, par 2167 voix (4,0 %). Elle s'est présentée encore une fois pour son ancien siège (une circonscription marginale) aux élections générales de 2017 et a gagné avec une avance de 5339 votes (10,3 %) sur Nicolson.
Après la démission de Tim Farron en tant que leader des Libéraux-démocrates le 14 juin 2017, la BBC a nommé Swinson comme l'un des prétendants pour le leadership du parti, avec Norman Lamb et Vince Cable.

### Leader des Libéraux-démocrates
En mai 2019, Vince Cable a annoncé qu’il renoncerait à son rôle de chef des Libéraux-démocrates en juillet, ce qui a déclenché des élections à la direction du parti. Jo Swinson a confirmé sa candidature à ce poste sur la BBC le 30 mai.
Elle a été élue leader des Libéraux-démocrates avec 47 997 (62,8 %) des voix, l’emportant largement sur Sir Ed Davey, qui a recueilli 28 021 voix. Elle est la première femme à diriger ce parti (Libéraux puis Libéraux-démocrates).
Sous sa direction, la candidate du parti et leader des Libéraux-démocrates gallois, Jane Dodds, a remporté l’élection partielle de Brecon et Radnorshire, grâce à l’alliance des remainers : Change UK, Plaid Cymru et le Parti vert ne se sont pas présentés pour favoriser son élection.
Les effectifs du parti ont depuis atteint le nombre record de 115 000 membres, certains attribuant cette hausse à un « effet Swinson ». Bénéficiant d'une couverture médiatique très favorable, sa formation devient le seul grand parti se positionnant à la fois en faveur de l'Union européenne et des intérêts du patronat. Les Libéraux-démocrates obtiennent le ralliement de députés des deux grands partis : des conservateurs pro-Union européenne et des travaillistes favorables au libéralisme économique.
En septembre 2019, elle promet d'annuler le Brexit si elle était élue. En décembre 2019, elle quitte son poste de leader des Libéraux-démocrates après avoir perdu son propre siège aux élections alors que son parti connaît sa troisième plus mauvaise performance depuis 31 ans.

## Résultats électoraux

### Chambre des communes
| Élection | Circonscription     | Parti | Parti               | Voix   | %    | Résultats |
| -------- | ------------------- | ----- | ------------------- | ------ | ---- | --------- |
| 2005     | East Dunbartonshire |       | Libéraux-démocrates | 19 533 | 41,8 | Élue      |
| 2010     | East Dunbartonshire |       | Libéraux-démocrates | 18 551 | 38,7 | Élue      |
| 2015     | East Dunbartonshire |       | Libéraux-démocrates | 19 926 | 36,3 | Échec     |
| 2017     | East Dunbartonshire |       | Libéraux-démocrates | 21 023 | 40,6 | Élue      |
| 2019     | East Dunbartonshire |       | Libéraux-démocrates | 19 523 | 36,8 | Échec     |

## Vie privée
Le 13 mai 2011, Swinson a épousé son collègue Libéral-démocrate, l'ancien député Duncan Hames. En juin 2013, le couple a annoncé qu'il attendait son premier enfant. Le 22 décembre 2013, leur fils Andrew Lennox Marshall Hames est né,,.

## Chronologie de carrière politique
(Position actuelle en gras)
- Secrétaire Libéraux-démocrates Jeunesse et Étudiants (1998-1999)
- Vice-Président (Communications), Libéraux-démocrates Jeunesse et Étudiants– partage d'emploi avec Ruth Polling (1999-2000)
- Vice-Président (Campagnes) Libéraux-démocrates Jeunesse et Étudiants (2000-2001)
- Candidate parlementaire de Westminster, Coque-Orient (2001)
- Vice-Président honoraire Libéraux-démocrates Jeunesse et Étudiants (2002-2004)
- Candidate Parlementaire écossais, Strathkelvin et Bearsden (2003)
- Président, Groupe de travail de l'équilibre entre les sexes (2004–présent)
- Députée, East Dunbartonshire (2005-2015; 2017-2019)
- Porte-parole du Ministère de la Culture, des Médias et du Sport (2005-2006)
- Porte-Parole du Secrétaire Écossais (2006-2007)
- Porte-parole du Ministère des Communautés et du Gouvernement Local (2007-2008)
- Porte-parole de la Ministre de la Femme et de l'Égalité (2007-2008)
- Porte-parole pour les Affaires Étrangères (2008-2010)
- Chef adjoint des Libéraux-démocrates écossais (2010-2012)
- Secrétaire parlementaire privé pour le Secrétaire d'État pour les Affaires, l'Innovation et les Compétences, Vincent Câble (2010-2012)
- Secrétaire parlementaire privé du Vice-Premier ministre Nick Clegg (2012)
- Sous-secrétaire d'État parlementaire, Département des Affaires, de l'Innovation et des Compétences (2012-2015)
- Ministre des Égalités de second rang (2012-2015)
- Chef adjointe des Libéraux-démocrates (2017-2019)
- Chef des Libéraux-démocrates (2019)